# Custódia Gallego
Custódia das Dores Gallego Coelho (Beja, 21 de Março de 1959), é uma actriz portuguesa.

## Biografia
Custódia das Dores Gallego Coelho, nasceu em Beja, Baixo Alentejo, no dia 21 de março de 1959. Mudou-se ainda em criança para Portalegre, onde cresceu com os avós.
Aos 17 anos, muda-se do Alentejo para Lisboa, para entrar no curso de Medicina da Faculdade de Ciências Médicas da Universidade Nova de Lisboa, ingressando na Escola Superior de Teatro e Cinema do Instituto Politécnico de Lisboa em 1984.Faz o curso de formação de atores no Teatro da Comuna, dirigido por João Mota. Entre 1983 e 1984.trabalha com a companhia do Teatro Nacional D. Maria II e, em 1984 ingressa no Teatro Ibérico. Em 1985 recebe o prémio Interpretação do Festival El Paso nos EUA, pela sua participação no filme Celestina. Participou em espetáculos da Associação Novo Circo, do Grupo Joana, da Escola da Mulheres - Oficina Teatro, do Projeto Teatral, do teatro dos Aloés e do Teatroesfera. Faz também teatro radiofónico e trabalha para teatro e televisão
O primeiro trabalho da atriz em televisão foi a série O Anel Mágico, para a RTP1, em 1986. Desde então tem sido aposta frequente na ficção portuguesa.
Trabalhou no cinema em filmes de Monique Rutler, Joaquim Leitão e António Ferreira, sendo O Fascínio, de Fonseca e Costa (2003) e A Costa dos Murmúrios, de Margarida Cardoso (2004), as suas mais recentes participações.
Integrou o elenco de várias telenovelas da TVI, entre 2001 e 2006, como Filha do Mar (2001), A Joia de África (2002), Queridas Feras (2003), Mistura Fina (2004) ou Morangos com Açúcar (2005).
Em 2006, é contratada pela SIC, tendo assinado um contrato de exclusividade com o canal.Nesta estação tem sido presença assídua e uma das atrizes mais requisitadas para as apostas de ficção do canal, para o qual ainda hoje trabalha. Entrou em projetos como Floribella (2006), Vingança (2007), Resistirei (2007), Podia Acabar o Mundo (2008), Perfeito Coração (2009), Laços de Sangue (2010), Dancin' Days (2012), Mar Salgado (2014), Coração d'Ouro (2015), Paixão (2017), Nazaré (2019), A Serra (2021), Flor sem Tempo (2023) ou A Promessa (2025). 
No cinema, integrou em 2008, o elenco do filme A Corte do Norte, de João Botelho, que foi selecionado para o New York Film Festival. Em 2017, foi uma das protagonistas da curta-metragem realizada por Miguel Gameiro, A Família Ventura.
No teatro, fez parte da peça Os Filhos, escrita pela dramaturga inglesa Lucy Kirkwood, em 2022, no Teatro Aberto.Entre 2024 e 2025, protagoniza a peça A Médica, com encenação de Ricardo Neves-Neves, no papel de Piedade Lobbo.
É casada e tem dois filhos: Baltazar (1986-2018) e Rafael (1992).O Seu filho Baltazar Gallego faleceu no dia 25 de Agosto de 2018 vítima de cancro, tinha 32 anos.

## Carreira

### Televisão
| Ano         | Projeto                        | Papel                            | Notas                   | Canal |
| ----------- | ------------------------------ | -------------------------------- | ----------------------- | ----- |
| 1986        | O Anel Mágico                  | Sara                             | Pequena Participação    | RTP1  |
| 1988        | Cobardias                      | Convidada do casamento           | Pequena Participação    | RTP1  |
| 1989        | Jaz Morto e Arrefece           | Mariana                          | Elenco Principal        | RTP1  |
| 1991        | Vitaminas                      |                                  |                         | RTP1  |
| 1995        | Desencontros                   | Teresa                           | Pequena Participação    | RTP1  |
| 2000        | Não És Homem Não És Nada       | Joana                            | Participação Especial   | RTP1  |
| 2000        | Cuidado Com as Aparências      |                                  | Participação Especial   | RTP1  |
| 2000        | Esquadra de Polícia            |                                  | Participação Especial   | RTP1  |
| 2001        | Travessa do Cotovelo           | Imaculada                        | Elenco Principal        | RTP1  |
| 2001        | A Minha Sogra É uma Bruxa      | Doutora Gustava                  | Elenco Principal        | RTP1  |
| 2001        | Paraíso Filmes                 |                                  | Participação Especial   | RTP1  |
| 2001        | Querido Professor              | Amélia                           | Elenco Principal        | SIC   |
| 2001        | O Bairro da Fonte              |                                  | Participação Especial   | SIC   |
| 2001        | A Minha Família É uma Animação |                                  | Participação Especial   | SIC   |
| 2001        | Os Malucos do Riso             |                                  | Participação Especial   | SIC   |
| 2001 - 2002 | Filha do Mar                   | Dália Vieira                     | Elenco Principal        | TVI   |
| 2002        | A Joia de África               | Amélia Figueiredo                | Elenco Principal        | TVI   |
| 2003        | Saber Amar                     |                                  | Participação Especial   | TVI   |
| 2003 - 2004 | Queridas Feras                 | Laura Caroço                     | Elenco Principal        | TVI   |
| 2004        | Ana e os Sete                  | Gabriela                         | Elenco Adicional        | TVI   |
| 2004 - 2005 | Mistura Fina                   | Beatriz Benfeito                 | Elenco Principal        | TVI   |
| 2005        | Inspetor Max                   | Isilda                           | Atriz Convidada         | TVI   |
| 2005 - 2006 | Morangos com Açúcar            | Cecília Oliveira                 | Participação Especial   | TVI   |
| 2006        | Camilo em Sarilhos             | Cartomante                       | Elenco Adicional        | SIC   |
| 2006 - 2007 | Floribella                     | Cristina «Tita» Seixas           | Elenco Principal        | SIC   |
| 2007        | Vingança                       | Helena Ramalho                   | Elenco Principal        | SIC   |
| 2007 - 2008 | Resistirei                     | Lídia Moreno                     | Elenco Principal        | SIC   |
| 2008 - 2009 | Podia Acabar o Mundo           | Maria de Jesus Pereirinha        | Elenco Principal        | SIC   |
| 2009 - 2010 | Perfeito Coração               | Conceição Cardoso                | Elenco Principal        | SIC   |
| 2010 - 2011 | Laços de Sangue                | Geraldina Natércia «Gi» Coutinho | Elenco Principal        | SIC   |
| 2012 - 2013 | Dancin' Days                   | Áurea Henriques                  | Elenco Principal        | SIC   |
| 2013        | Vale Tudo (1.ª temporada)      | Ela Própria                      | Elenco Fixo             | SIC   |
| 2014 - 2015 | Mar Salgado                    | Antónia Cardoso Queiroz          | Co- Antagonista         | SIC   |
| 2015 - 2016 | Coração d'Ouro                 | Fernanda Silva                   | Elenco Principal        | SIC   |
| 2016        | Donos Disto Tudo               | Vários Papéis                    | Atriz Convidada         | RTP1  |
| 2016        | Mulheres Assim                 | Manuela                          | Elenco Adicional        | RTP1  |
| 2017        | Sim, Chef!                     | Elisa Gameiro                    | Elenco Adicional        | RTP1  |
| 2017        | A Família Ventura              | Dora                             | Protagonista            | RTP1  |
| 2017 - 2018 | Paixão                         | Ofélia Vaz                       | Elenco Principal        | SIC   |
| 2019 - 2021 | Nazaré                         | Matilde dos Santos Gomes         | Co- Protagonista        | SIC   |
| 2021 - 2022 | A Serra                        | Aida Folgado                     | Elenco Principal        | SIC   |
| 2022        | Lua de Mel                     | Geraldina Natércia «Gi» Coutinho | Elenco Principal        | SIC   |
| 2023 - 2024 | Flor sem Tempo                 | Elisa Mosquito                   | Elenco Principal        | SIC   |
| 2023        | Projeto Delta                  | Otília                           | Elenco Principal (OPTO) | SIC   |
| 2023 - 2024 | Os Eleitos                     | Manuela Faria                    | Elenco Principal (OPTO) | SIC   |
| 2024 - 2025 | A Promessa                     | Lurdes Rocha                     | Co-Antagonista          | SIC   |
| 2024        | Tony - Sonhos de Menino        | Avó paterna de Tony Carreira     | Participação Especial   | TVI   |
| 2025 - 2026 | Terra Forte                    | Rosa Maria Terra Forte           | Co-Protagonista         | TVI   |

### Cinema
- 1990 - Solo de Violino
- 1995 - Adão e Eva
- 2002 - Esquece Tudo o que Te Disse
- 2003 - O Fascínio
- 2004 - A Costa dos Murmúrios
- 2007 - Call Girl
- 2008 - A Corte do Norte[33]
- 2012 - Com um Pouco de Fé
- 2012 - Posfácio nas Confecções Canhão
- 2013 - Sentimentos
- 2017 - A Família Ventura
- 2018 - Pedro e Inês[34]
- 2023 - A Bela América[35]

### Vídeo Jogos
- 2001 - Harry Potter e a Pedra Filosofal
- 2007 - Harry Potter e a Ordem da Fénix
- 2009 - Harry Potter e o Princípe Misterioso
- 2021 - Ghost of Tsuchima[36]

### Teatro
- 2010 - O Vulcão e A Casa de Bernarda Alba
- 2022 - Os Filhos - Teatro Aberto[37]
- 2024 - A Médica (encenação de Ricardo Neves-Neves) [38]

## Prémios
Troféus de Televisão TV 7 Dias/Impala
| Ano  | Prémio                              | Resultado |
| ---- | ----------------------------------- | --------- |
| 2021 | Telenovelas -Melhor Atriz de Elenco | Indicado  |